# Kem (rivier)
De Kem (Russisch: Кемь) is een rivier in de Russische autonome deelrepubliek Karelië. De rivier stroomt vanaf het Koejtomeer door een aantal meren en mondt uit in de Witte Zee. Er zijn vijf hydro-elektrische centrales gebouwd bij de rivier. Aan de monding ligt het stadje Kem. Zijrivieren zijn onder meer de Tsjirka-Kem, de Kepa en de Sjomba.